# Amar Shonar Bangla
"Amar Shonar Bangla" é o hino nacional de Bangladesh. Foi escrito e composto pelo poeta Rabindranath Tagore em 1906, quando era uma colônia britânica, num tempo de grande inquietação nacional. Foi adotado pelo governo provisório em 1971 e oficialmente em 13 de janeiro de 1972, depois da independência. De acordo com a Constituição, os dez primeiros versos do poema de Tagore são oficiais.

## Etimologia
A palavra shonar significa, literalmente, "pertencente ao ouro", sendo que "shona" quer dizer ouro e "-ar" é um sufixo possessivo. O termo é usado afetivamente com o sentido de "querido" ou amado". Na canção, no entanto, pode-se interpretar que as palavras "shonar Bangla" ou expressam a preciosidade de Bengala ou se referem à cor dos campos de arroz antes da colheita.

## História

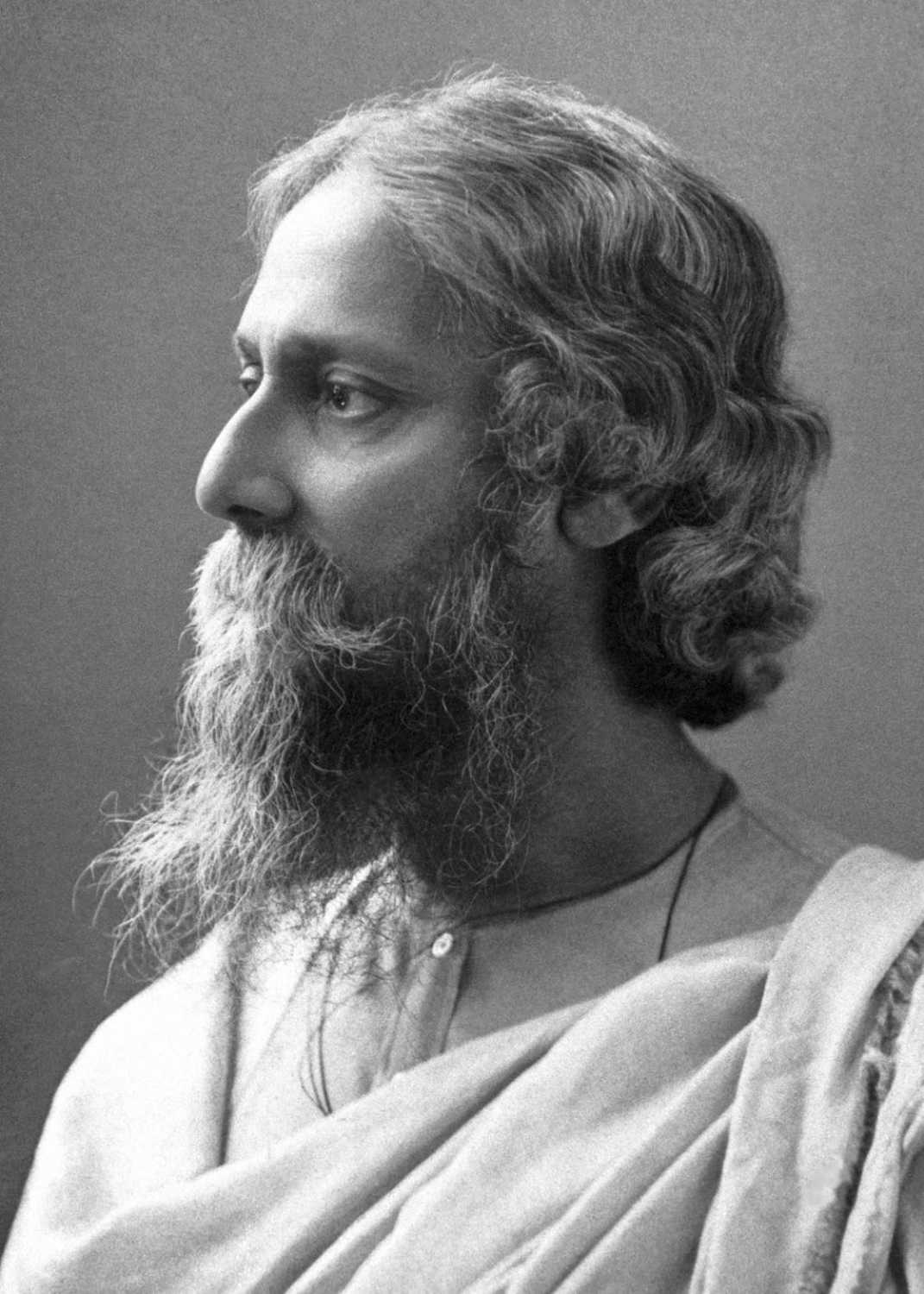
Rabindranath Tagore, o compositor da música.

A letra da canção foi escrita em 1905, durante a primeira partição de Bengala, numa época em que o Império Britânico separou em duas partes a então indivisa Presidência de Bengala; a decisão foi anunciada no dia 19 de julho pelo então vice-rei da Índia George Curzon e entrou em vigor em 16 de outubro. Afirma-se que essa partição, que dividia comunidades de acordo com sua religião –Bengala Oriental e Assam tinham maioria muçulmana enquanto Bengala Ocidental tinha maioria hindu– enfraqueceu o movimento nacional da Índia contra o imperialismo britânico e que teve motivações políticas. Canções como essa tinham como objetivo reavivar o espírito unificado de Bengala e despertar no público um sentimento contrário à divisão político-religiosa. A letra foi publicada pela primeira vez nos jornais locais "Bongodorshon" and "Baul", simultaneamente, em 1905. A canção, junto à notação musical (conhecida como swaralipi em bengalês), apareceu pela primeira vez no periódico musical "Shongeet Biggnan Probeshika" no mesmo mês e ano. Indira Devi, sobrinha de Tagore, escreveu a notação musical ouvindo-a do próprio Tagore (era costume que Tagore cantasse e alguém transcrevesse as notações fisicamente).